# Almási Kitti
Almási Kitti (Tata, 1974 –) magyar klinikai szakpszichológus, író, előadó.

## Karrierje
1998-ban végzett az ELTE pszichológia szakán. Ezt követően a Semmelweis Egyetem Doktori Iskolájának ösztöndíjas hallgatója volt, 2003-ban PhD-fokozatot szerzett. 2004-ben tette le klinikusi szakvizsgáját. 2000 óta az Országos Pszichiátriai és Neurológiai Intézetben (Lipótmező) dolgozott, a III. Pszichiátriai Ambulancián, az intézet bezárása óta magánpraxist folytat.
Kezdetben főként drogproblémákkal jelentkezőkkel foglalkozott, majd inkább a szexuális bántalmazást/zaklatást elszenvedett nők és férfiak terápiája töltötte ki ideje nagy részét. A Lipótmezőn ismerkedett meg közelebbről a hangulat- és szorongásos zavarok terápiájával, jelenleg ez tartozik fő terápiás területei közé. Emellett a család/párterápiás módszert alkalmazza a legszívesebben, mely többek között a házassági/párkapcsolati problémák, kommunikációs zavarok, evészavarok esetében elengedhetetlen.
Előadói tehetségét az akkor még Mesterkurzus néven indult, most már Nyitott Akadémia és Kulcslyuk kiadó ismerte fel, azóta számos egyéni és nagyszínpadi előadást tart, 2012-ben publikálta első könyvét Hűtlenség... és ami mögötte van címmel. Népszerűsége, követőbázisa számottevő, egyike Magyarország legismertebb pszichológusainak. 2023-ban szerződést bontott addigi kiadójával, és saját lábra állt: létrehozta saját kiadóját Firmitas néven.

## Magánélete, családja
Van egy bátyja, édesapja elhunyt, amikor Kitti 31. éves volt.
Elvált, korábbi házastársa Almási Bence neves sebészorvos. Két közös lányuk született, Mia (2004) és Eszter (2006), akik másfél év korkülönbséggel jöttek világra.
A bulvársajtóban korábban többször is megjelentek találgatások egy esetleges kapcsolatáról Szabó Péter motivációs előadóval.

## Könyvei
- Elvarratlan szálak (Firmitas Kiadó, 2023)[1]
- A Te döntésed – Válogatás dr. Almási Kitti előadásaiból (Kulcslyuk Kiadó, 2022)[1]
- Ki vagy Te? Elvárások szorításában - megfelelés vagy önazonosság? (Kulcslyuk Kiadó, 2020)[1]
- Irigység, kibeszélés, rosszindulat (Kulcslyuk Kiadó, 2018)
- Lezárás, Elengedés, Újrakezdés (Kulcslyuk Kiadó, 2018)
- Bátran élni – Félelmeink és gátlásaink leküzdése (Kulcslyuk Kiadó, 2015)
- Hűtlenség... és ami mögötte van (Kulcslyuk Kiadó, 2012)